# 성서산업단지

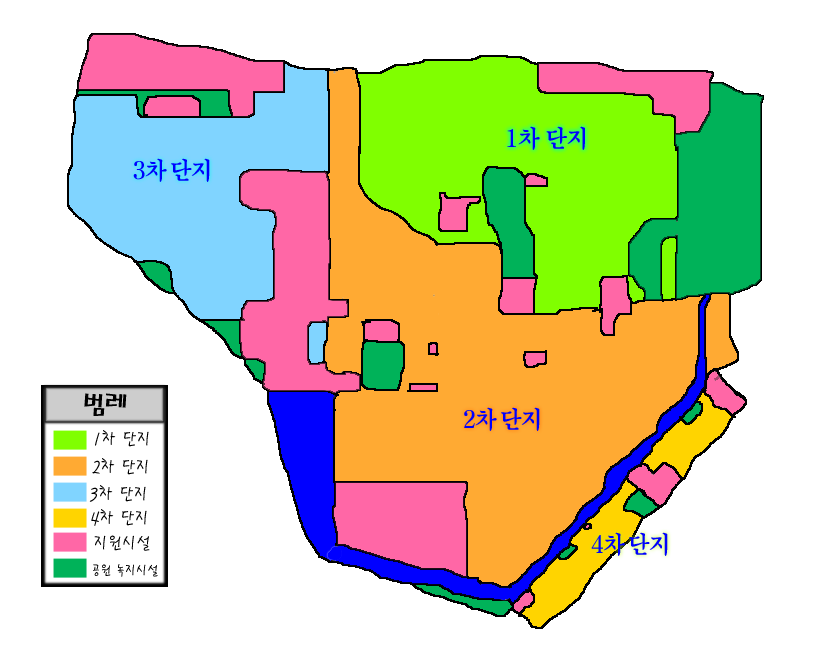
성서산업단지 배치도

성서산업단지(城西産業團地)는 대구광역시 달서구에 위치한 지방산업단지이다. 자동차 부품, 기계금속, 운송장비, 전기·전자, 화학 산업 등이 주력이다. 다만 5차 단지는 달성군 다사읍 세천리에 조성되었는데 덕분에 1차 ~ 4차 단지와는 연결되어 있지 않다.
1965년 공업지역으로 결정 고시되어 1984년부터 조성사업을 실시하였고, 1988년부터 업체의 입주가 시작되어 현재 2,700여개 업체가 조업 중에 있다.

## 역사

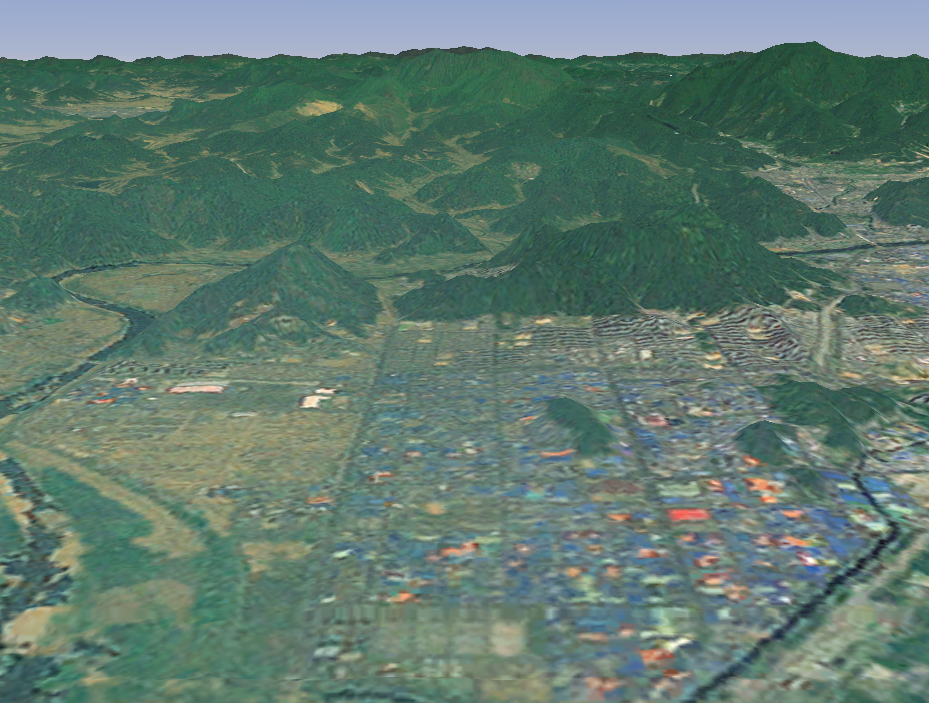
성서산업단지의 위성 영상. 산의 높낮이는 과장되어 있다.

- 1965년 1차 단지 공업지역으로 지정
- 1984년 - 1988년 1차 단지 조성사업
- 1987년 2차 단지 공업지역으로 지정
- 1988년 지방공업단지로 지정, 업체 입주 시작
- 1988년 - 1992년 2차 단지 조성사업
- 1991년 3차 단지(과학산업단지) 지방산업단지로 지정
- 1994년 - 1997년 3차 단지 1단계 조성사업
- 1997년 - 2000년 3차 단지 2단계 조성사업
- 2003년 - 2006년 4차 단지 조성사업
- 2008년 - 2012년 5차 단지 조성사업

## 구성
- 1차 단지 (2,720,665m2) - 갈산동, 장동
- 2차 단지 (4,101,215m2) - 월암동, 대천동
- 3차 단지 (2,810,428m2) - 파호동, 호림동
- 4차 단지 (433,415m2) - 월암동, 대천동
- 5차 단지 (1,466,702m2) - 다사읍 세천리

## 같이 보기
- 대구경북경제자유구역

## 참고 자료
- 성서1차산업단지 - 산업입지정보시스템
- 성서2차산업단지 - 산업입지정보시스템
- 성서3차산업단지 - 산업입지정보시스템